# Кацкимозеро
Кацкимозеро (также Кацким-озеро, Кацким, Кацкимъявр) — пресноводное озеро в Мурманской области России, находится на территории Кольского района. По сути является заливом Верхнетуломского водохранилища. Свои современные очертания и площадь зеркала (13,2 км², по другим данным — 13,3 км²) приобрело после заполнения Верхнетуломского водохранилища в 1964—1965 годах.
Расположено на севере области, в системе реки Ноты, к юго-востоку от озера Вуэннияур, в 128 километрах к юго-западу от Мурманска. Находится на высоте 80 метров над уровнем моря. Форма озера лопастная, береговая линия сильно изрезана, максимальное расстояние между крайними точками с юга на север — около 9,5 км, с запада на восток — около 9,4 км.
На западе впадает река Кацким, на севере — река Ракка. на востоке широким проливом соединено с южной частью Верхнетуломского водохранилища. До затопления Верхнетуломского водохранилища на берегу озера располагалось село Кацким.
Берега изрезаны, низкие, участками заболоченные, покрыты лесом с преобладанием берёзы, ели и сосны. Несколько некрупных островов в южной и восточной части. На юго-западе возвышается гора Хлебная Вара (384,6 м), на юго-востоке — гора Железная Варака (367 м).